# DFB-Pokal 1961/62
De DFB-Pokal 1961/62 was de 19e editie van de strijd om de duitse voetbalbeker. Het toernooi begon op 28 juli 1962 en de finale werd gespeeld op 29 Augustus 1962. Er deden 16 teams mee voor dit toernooi. In totaal werden er 16 wedstrijden gespeeld in dit toernooi. 1. FC Nürnberg won de finale tegen Fortuna Düsseldorf met 2-1. In de finale waren er 41.000 toeschouwers, de wedstrijd werd gefloten door Rolf Seekamp. De wedstrijd werd gespeeld in het Niedersachsenstadion.

## 8ste finale
| 28 Juli 1962           |       |                         |
| VfV Hildesheim         | 3 – 2 | Westfalia Herne         |
| Holstein Kiel          | 3 – 4 | FC Schalke 04           |
| 1. FSV Mainz 05        | 0 – 5 | 1. FC Köln              |
| Fortuna Düsseldorf     | 2 – 1 | Sportfreunde Lebenstedt |
| TSV 1860 München       | 6 – 1 | KSV Hessen Kassel       |
| 1. FC Saarbrücken      | 4 – 1 | Eintracht Braunschweig  |
| SV Saar 05 Saarbrücken | 0 – 3 | 1. FC Nürnberg          |
| Eintracht Frankfurt    | 1 – 0 | Tasmania 1900 Berlin    |

## Kwart finale
| 8 Augustus 1962   |        |                     |              |
| 1. FC Nürnberg    | 11 – 0 | VfV Hildesheim      |              |
| 1. FC Saarbrücken | 2 – 2  | Fortuna Düsseldorf  | (verlenging) |
| FC Schalke 04     | 4 – 2  | TSV 1860 München    |              |
| 1. FC Köln        | 1 – 2  | Eintracht Frankfurt | (verlenging) |

## Terugwedstrijd
| 15 Augustus 1962   |       |                   |
| Fortuna Düsseldorf | 2 – 1 | 1. FC Saarbrücken |

## Halve finale
| 22 Augustus 1962   |       |                     |
| Fortuna Düsseldorf | 3 – 2 | FC Schalke 04       |
| 24 Augustus 1962   |       |                     |
| 1. FC Nürnberg     | 4 – 2 | Eintracht Frankfurt |

## Finale
| 29 Augustus 1962 |       |                    |
| 1. FC Nürnberg   | 2 – 1 | Fortuna Düsseldorf |

Tschammerpokal:
1935 · 
1936 · 
1937 · 
1938 · 
1939 ·
1940 · 
1941 · 
1942 · 
1943 

DFB-Pokal:
1952/53 · 
1953/54 · 
1954/55 · 
1955/56 · 
1956/57 · 
1957/58 · 
1958/59 · 
1959/60 · 
1960/61 · 
1961/62 · 
1962/63 · 
1963/64 · 
1964/65 · 
1965/66 · 
1966/67 · 
1967/68 · 
1968/69 · 
1969/70 · 
1970/71 · 
1971/72 · 
1972/73 · 
1973/74 · 
1974/75 · 
1975/76 · 
1976/77 · 
1977/78 · 
1978/79 · 
1979/80 · 
1980/81 · 
1981/82 · 
1982/83 · 
1983/84 · 
1984/85 · 
1985/86 · 
1986/87 · 
1987/88 · 
1988/89 · 
1989/90 · 
1990/91 · 
1991/92 · 
1992/93 ·
1993/94 · 
1994/95 · 
1995/96 · 
1996/97 · 
1997/98 · 
1998/99 · 
1999/00 · 
2000/01 · 
2001/02 ·
2002/03 · 
2003/04 ·
2004/05 · 
2005/06 ·
2006/07 · 
2007/08 ·
2008/09 ·
2009/10 · 
2010/11 ·
2011/12 ·
2012/13 ·
2013/14 ·
2014/15 ·
2015/16 ·
2016/17 ·
2017/18 ·
2018/19 ·
2019/20 ·
2020/21 .
2021/22 ·
2022/23 ·
2023/24 .
2024/25